# 中華民國—比利時關係
中華民國與比利時王國於1913—1971年有官方外交關係，斷交後，在對方首都互設具大使館功能的代表機構。比利時在中華民國參與國際組織上採取與歐洲聯盟一致立場，支持中華民國「有意義參與」。

## 政治

### 外交
1912年，中華民國成立後，向比利時派駐外交代表，由前清廷出使比國欽差大臣（二等公使）李国繼續擔任。
1913年10月6日，比利時外交承認中華民國北洋政府，建立公使級外交關係。於首都布魯塞爾設立中華民國駐比利時王國公使館、於首都北京設立比利時王國駐中華民國公使館，並互派公使，比利時公使由駐前大清公使贾尔牒繼續擔任。
1927年1月17日，比利時公使洛恩宣布，比利時政府願意將天津租界地交還給中國，以示友好。
1928年11月22日，隨著國民革命軍北伐接近尾聲，比利時外交承認中華民國國民政府。
1929年8月31日，兩國簽訂交還天津的租界地約章。規定該租界的行政管理權、公產，移交給中國政府；而比租界工部局所負的9萬3,000兩白銀（包括利息）由中國政府償還。
1931年1月15日，舉行交接典禮，中華民國收回天津的比利時租界地。
1937年6月1日，建立大使級外交關係。兩國公使館升格為大使館，並互派大使，中華民國大使多兼駐盧森堡。
1940年5月，納粹德國占領比利時後，於8月18日閉館並召回大使。
1941年5月，任命駐荷蘭公使金问泗在比利時政府流亡英國倫敦期間代理駐比利時大使館館務。1943年4月，原駐比利時大使錢泰到倫敦履職。
1943年，旅比學人錢秀玲獲悉一名比國青年因從事反納粹活動遭德軍宣判絞刑，即積極展開營救。錢女士的堂兄錢卓倫為國軍中將，與當時德國駐比利時和法國北部戰區的最高行政長官亞歷山大·馮·法肯豪森將軍為舊識，錢女士透過向法肯豪森將軍陳情，促成該青年順利獲釋，其後錢女士陸續成功營救近百名二戰期間被德軍判刑之比利時愛國青年。二戰結束後，為表彰錢秀玲女士的義舉，比利時政府特授予國家感謝勳章，比國瓦隆大區埃科西讷市亦將市中心之一條街命名為「錢夫人路」（Rue Madame Perlinghi）以資紀念。
1949年，中華民國政府遷台後，兩國繼續維持邦交，但比利時未再設立大使館、派駐大使。

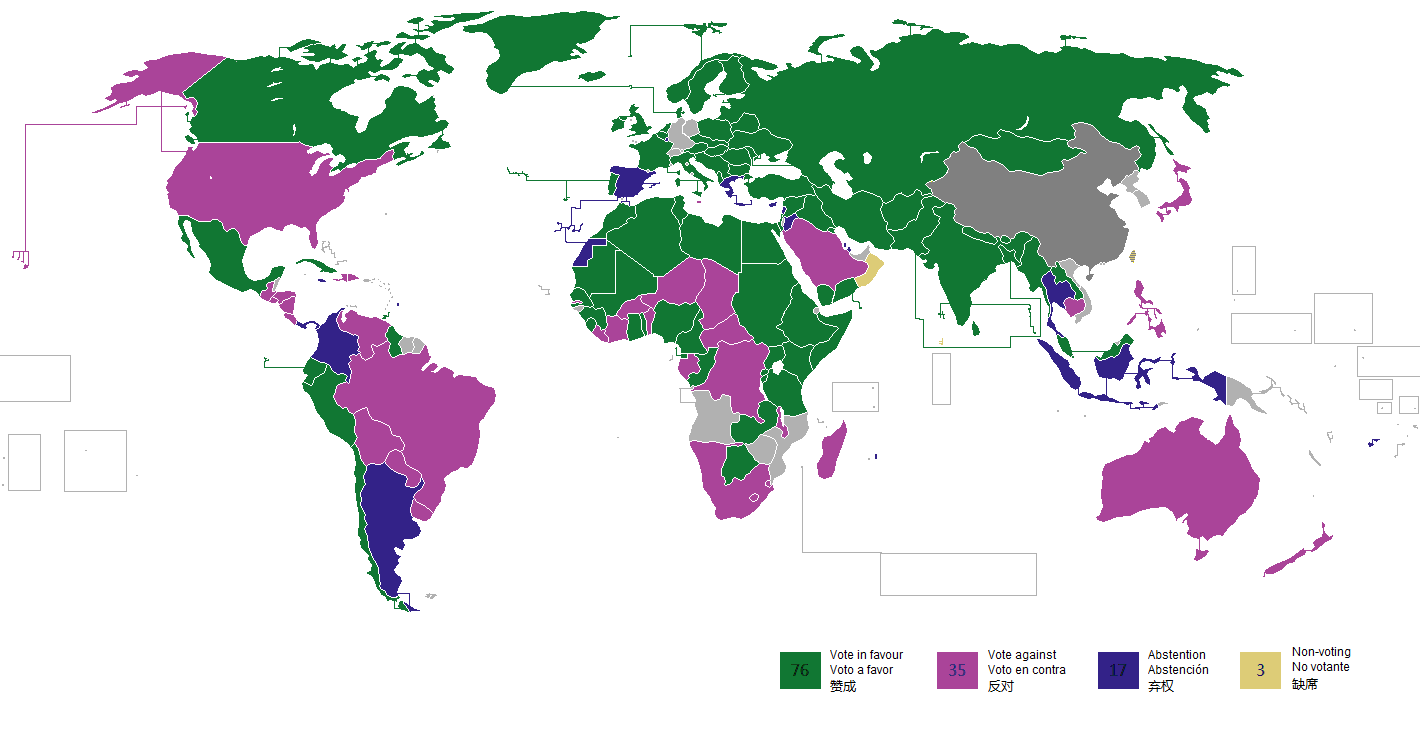
綠色國家表示在1971年的投票中反對中華民國續留聯合國，即《聯合國大會2758號決議》，其中包括比利時。

1971年9月，參謀總長賴名湯訪問比利時。10月25日，比利時與中華民國斷交。10月30日，大使館閉館。
1994年10月，比利時在聯合國大會總辯論中，對於中華民國參與聯合國議題，發言期盼海峽兩岸持續對話共同參與國際事務。
2008年5月，比利時外交部長德古奇頒贈王冠司令勳章給予長榮集團董事長張榮發，表彰其對促進雙邊經貿關係的貢獻。
2016年4月18日，台灣代表團（以下簡稱台方）出席經濟合作暨發展組織（OECD）與比利時政府聯合舉辦的「鋼鐵部門產能過剩及產業結構調整高階論壇」及「鋼鐵委員會第八十次例會」，比利時副總理辦公室國際事務主任對台方表示中華人民共和國代表團（以下簡稱中方）認為在高階官員對話會議中，台方團長層級不足，要求不得與會。由於中方施壓，於主辦單位要求下，台方退出會場。在向比利時抗議後，台方在19日重新回到會場開會，駐歐盟兼駐比利時代表處表示，台方以「Taiwan」名義與會，座位安排在土耳其與瑞典兩國中間。比利時也派出代表團團長、參事向台方表示歉意，坦言承受相當大壓力。此事件中，駐法國台北代表處同步向OECD表達嚴正立場、行政院大陸委員會也向中方表達抗議。
2020年4月1日，對於2019冠状病毒病疫情在全球擴散，中華民國總統蔡英文宣布捐贈1,000萬片口罩給疫情嚴重的國家。外交部指出，其中700萬片給比利時在內的9個欧洲联盟成员国以及瑞士與英國、300萬片給美國、100萬片給中華民國的邦交國。
2021年5月4日，比利時副首相兼外長威爾梅斯接受質詢時表示，注意到2017年之後中國不同意台灣參與世界衛生大會（WHA）的要求，比利時認為根據台灣應對疫情等經驗應參與今年的WHA。
2023年4月13日，比利時外交部長拉碧對於中國人民解放軍的「環台軍演」一事，表示中國對台武嚇與實施軍事演習確實非常令人擔憂。比利時的立場眾所周知且明確，比利時密切關注台海情勢發展，要求相關各方保持克制並維持現狀，譴責所有挑戰現狀的片面行動，呼籲各方進行對話並建立信任措施。台灣是個多元化的民主社會，尊重法治與基本自由，比利時以及歐盟與台灣有許多共同的價值觀，在一个中国政策的框架下，與台灣在各領域保持聯繫，特別是商業關係。

#### 比利時國會友台決議
1993年12月，比利時參、眾兩院成立「比利時台灣之友國會議員聯誼會」，推動兩國國會交流，並多次通過友台決議案。
2002年5月8日，比利時眾議院外交委員會通過決議案，「支持台灣以觀察員身分出席2002年世界衛生大會（WHA）」。
比利時眾、參議院分別於2003年2月及4月通過決議案，呼籲中國撤除對台飛彈，亦要求政府核發簽證給予赴比利時作私人訪問的台灣總統及政府高層官員。
2007年4月26日，比利時眾議院全會通過「台灣在世界衛生組織之地位」決議案，要求比利時政府促請世界衛生組織（WHO）儘速研究適合台灣參與該組織方式（比照台灣參與世界貿易組織模式），並提出一項正式且恆久解決WHO與台灣間科學、技術暨設備合作之議定書；同日，亦通過「遠東和平與安全」決議案，其中要求比利時政府在歐盟部長理事會及聯合國安全理事會，經由外交途徑要求中國撤除部署於台灣海峽沿岸的飛彈、要求歐盟及聯合國促進中國與台灣開啟政治及具建設性對話，以維護區域和平。
2012年2月16日，比利時眾議院全會通過決議，支持兩岸持續對話交流及台灣參與國際組織並與歐盟洽簽經濟合作協定（ECA）。該決議文中籲請比利時政府：協同歐盟其他會員國採取一致有效行動，鼓勵中國與台灣繼續對話及擴大交流，以便和平解決歧見；重申支持台灣有意義參與國際組織，尤其以觀察員身分參與《聯合國氣候變遷綱要公約》（UNFCCC）及國際民航組織（ICAO）；支持歐盟與台灣擴大經濟合作，尤其是洽簽經濟合作協定。
2020年7月16日，比利時眾議院全會通過友台決議案，呼籲比利時政府支持台灣民主發展及國際參與。
2021年3月26日，比利時參議院通過「加強台灣國際社會地位」決議案，該決議案要求比利時政府在歐盟層級強調與台灣加強合作的必要性，並共同協助台灣實質參與國際組織。呼籲歐盟鼓勵中國與台灣儘早恢復雙邊對話，同時要求政府與台灣及中國均維持衡平關係，向亞太區域各方明確表達維護台灣完整的必要性。決議中還要求中國即刻釋放李明哲等受拘禁的台灣民運人士。
2025年3月20日，比利時眾議院通過友台決議，決議文譴責中國軍演日益頻繁，要求比利時政府透過外交途徑促請中國停止升高台海緊張，並在联合国抗議中國持續扭曲《聯合國大會第2758號決議》以阻礙台灣的國際參與，重申該項不具約束力的決議內容並未對台灣採取立場。

#### 人員互訪（1996年至今）
僅列舉部分名單：
中華民國：前副總統蕭萬長、呂秀蓮、立法院長王金平、司法院長翁岳生、考試院長姚嘉文、伍錦霖、總統府資政彭明敏、總統府國策顧問蔡政文、蕭新煌、經濟部長王志剛、教育部長黃榮村、杜正勝、吳清基、法務部長羅瑩雪、衛生福利部長蔣丙煌、外交部長錢復、章孝嚴、外交部政務次長楊子葆、沈呂巡、謝武樵、外交部常務次長歐陽瑞雄、林永樂、史亞平、新聞局長趙怡、標準檢驗局長林中能、國際貿易局長吳文雅、民用航空局長張國政、衛生署長楊志良、環境保護署長張國龍、魏國彥、李應元、僑務委員會委員長吳英毅、陳士魁、大陸委員會主任委員吳釗燮、賴幸媛、勞工委員會主任委員王如玄、體育委員會主任委員陳全壽、楊忠和、戴遐齡、農業委員會主任委員陳保基、原子能委員會主任委員蔡春鴻、公平交易委員會主任委員黃宗樂、原住民族委員會主任委員孫大川、國家通訊傳播委員會主任委員彭芸、詹婷怡、國立故宮博物院長林曼麗、台北市長馬英九、郝龍斌、柯文哲、高雄市長陳菊、國立成功大學校長蘇慧貞、國立交通大學校長張懋中、國立政治大學校長周行一、輔仁大學校長黎建球。
比利時：前首相艾斯肯、前副首相范宏畢、前國防部長戴樂柯、國務部長德瓦勒、艾斯肯、參議院議長波齊、參議院經濟委員會主席哈悌、參議院荷語自由黨團主席威爾、眾議院副議長德百孟婷、貝克、眾議院總務團長主席柯拓、眾議院警務監督委員會主席范多倫（Andre Vandoren）、眾議院荷語自由黨團主席丹姆斯、法語天主教魯汶大學校長德爾沃、法語布魯塞爾自由大學校長恩格勒（Yvon Englert）。

### 代表機構
1972年5月15日，中華民國於比利時首都布魯塞爾設立駐比利時孫逸仙文化中心（法文：Centre Culturel Sun Yat-sen）。1990年5月9日，更名為具大使館功能的駐比利時台北經濟文化辦事處（法文：Office Economique et Culturel de Taipei）。1995年3月28日，再更名為駐比利時台北代表處（英文 下同：Taipei Representative Office）。2005年6月20日，將對內使用名稱更改為駐歐盟兼駐比利時代表處（Taipei Representative Office in the EU and Belgium）（在駐比利時大使館時代，該館即同時兼辦與歐盟前身的「歐洲共同體」業務）。
1979年8月17日，比利時於中華民國首都台北設立類似功能的比利時貿易協會駐台辦事處（Belgian Trade Association, Taipei）。2004年6月4日，更名為比利時台北辦事處（Belgian Office, Taipei）。

## 經濟

### 貿易
經濟部國際貿易署於首都布魯塞爾設立駐歐盟兼駐比利時代表處經濟組。
| 年分 | 貿易總額      | 貿易總額 | 貿易總額 | 出口至比利時  | 出口至比利時 | 出口至比利時 | 自比利時進口 | 自比利時進口 | 自比利時進口 | 順逆差 |
| 年分 | 金額          | 年增減   | 排名     | 金額          | 年增減       | 排名         | 金額         | 年增減       | 排名         | 順逆差 |
| ---- | ------------- | -------- | -------- | ------------- | ------------ | ------------ | ------------ | ------------ | ------------ | ------ |
| 2017 | 1,983,541,490 | ▲19.9%   | 28       | 1,370,543,399 | ▲20.4%       | 22           | 612,998,091  | ▲18.8%       | 40           | 順差▲  |
| 2018 | 2,070,200,976 | ▲4.4%    | 29       | 1,500,498,933 | ▲9.5%        | 21           | 569,702,043  | ▼7.1%        | 41           | 順差▲  |
| 2019 | 2,046,065,470 | ▼1.2%    | 28       | 1,405,443,384 | ▼6.3%        | 22           | 640,622,086  | ▲12.4%       | 39           | 順差▼  |
| 2020 | 2,188,131,574 | ▲6.9%    | 29       | 1,438,538,274 | ▲2.4%        | 20           | 749,593,300  | ▲17.0%       | 36           | 順差▼  |
| 2021 | 3,416,830,064 | ▲56.2%   | 27       | 2,738,296,575 | ▲90.4%       | 19           | 678,533,489  | ▼9.5%        | 41           | 順差▲  |
| 2022 | 3,680,285,889 | ▲7.7%    | 28       | 2,746,585,935 | ▲0.3%        | 20           | 933,699,954  | ▲37.6%       | 41           | 順差▼  |
| 2023 | 3,463,201,797 | ▼5.9%    | 28       | 2,644,809,903 | ▼3.7%        | 18           | 818,391,894  | ▼12.4%       | 39           | 順差▲  |
| 2024 | 3,089,778,043 | ▼10.8%   | 29       | 2,133,666,908 | ▼19.3%       | 20           | 956,111,135  | ▲16.8%       | 34           | 順差▼  |

2023年的兩國貿易項目如下：
出口至比利時的前10大項目為：集成电路；熱軋之铁或非合金鋼扁軋製品；經護面、鍍面或塗面之鐵或非合金鋼扁軋製品；冷軋之鐵或非合金鋼扁軋製品；石油與提自瀝青礦物之油類（原油除外）、以石油或瀝青質礦物為基本成份之未列名製品、廢油；不鏽鋼扁軋製品；車輛之零件與附件；非動力之兩輪與其他腳踏車；機器腳踏車與腳踏車裝有輔助動力者、邊車；其他塑料製品與特定材料制成品等。
自比利時進口的前10大項目為：小客車與其他主要設計供載客之機動車輛；人類血液、供醫療用動物血液、抗毒血清、疫苗、毒素、微生物培養物與類似品；醫藥製劑；其他合金鋼之扁軋製品；反應起始劑、反應促進劑與觸媒；酸漬除外之其他調製或保藏蔬菜；銅箔；铝廢料與碎屑；供照相用化學製品；具有特殊功能之機器與機械用具等。

### 投資
根據中華民國經濟部投資審議司統計，截至2023年，臺商在比利時投資總計1億0,442萬美元，計有12件，2023年無新增。主要投資業別：不動產、金融與保險、运输與倉儲等；比利時在臺灣投資總計1億9,375萬美元，計有147件，2023年新增12.6萬美元，計有7件。主要投資業別：科學與技術服務、金融與保險、電子零組件等。
臺商在比利時的投資案件多以經銷據點為主，在當地投資或設立歐洲營運中心者包括運輸、高科技產品與電腦銷售等。主要業者有：長榮航空、長榮海運、陽明海運、旺宏電子、日月光半導體、宏正科技、貿聯集團、立勇實業、R&G馬具公司等。此外，台灣積體電路製造（台積電）等高科技公司則派員駐在當地與比利時校際微電子研究中心合作從事研發。當地臺商代表通常為總公司派駐人員，現已成立比利時臺灣商會，成員多為移居比利時多年的僑民，其從事行業多為餐飲相關。1992年10月20日，臺灣銀行（臺銀）、臺灣中小企業銀行（臺企銀）、合作金庫商業銀行（合庫）、臺灣土地銀行（土銀）在布魯塞爾共同成立臺灣聯合銀行（United Taiwan Bank）。
比商在台灣投資的公司有：巴可（電子科技）、索爾維（化學製藥）、优时比（製藥）、优美科（特種材料製造）、Dredging International（疏浚工程）、Heraeus Electro－nite（液態金屬測量技術）、Option（無線通訊科技）、Velleman Components（電子設備）等，比利時校際微電子研究中心2008年於新竹科學園區成立台灣愛美科公司（IMEC Taiwan Ltd. Co.）。近年由於臺灣推動離岸風能，比商Jan De Nul、DEME集團旗下Geosea前往臺灣投資。

### 會展
臺比經濟合作會議自1981年起舉辦，期間一度停止，近年兩國交流日趨密切，於2014年恢復定期舉辦。目前由中華民國國際經濟合作協會（國經協會）與比利時法蘭德斯外貿投資局、瓦隆出口暨外國投資局、布魯塞爾-首都區外國投資暨貿易促進局（BIE）共同主辦，在臺北、布鲁塞尔輪流舉辦，以促進企業合作。2020年受到2019冠状病毒病疫情影響停辦，至2023年已舉辦第23屆。

## 交流

### 學術
行政院國家科學委員會（國科會，後升格科技部）與比利時國家科學基金會、荷語區校際微電子研究中心（IMEC）、法蘭德斯生物科技中心（VIB）皆簽有雙邊合作協議。就基礎科學研究、微電子及半導體科技、生物科技等領域推動學術合作與研究人員交流；國立交通大學與比利時荷語魯汶大學及IMEC分別簽有合作協議，推動碩、博士研究生及研究人員合作研習；中央研究院農業生物科技研究中心則與VIB、根特大學有頻繁學術交流。
2015年12月，中華民國國家圖書館在根特大學設立比利時第一個「臺灣漢學資源中心」。
2017年9月，為推動綠能發展，中華民國科技部政務次長蘇芳慶率團訪問比利時荷語區亨克能源城（EnergyVille）的協力機構，即荷語魯汶大學ELECTA電力團隊、校際微電子研究中心電池及節能團隊、弗拉芒技術研究所（VITO）綠能應用團隊，以瞭解該地區節能城市、智慧電網的相關計畫。

### 文化
比利時戴立林神父組織「育化民族舞蹈團」，促進台灣與比利時的文化外交，促成家鄉馬斯梅赫倫與鄰近的比爾曾、拉納肯和瑞芳鎮締結姊妹鎮。
2013年1月，比利時是當年度「台北國際書展」的主題國，並設立「比利時館」，於書展中推廣比利時法文書籍、漫畫及薩克斯風等。
2017年3月19日，國家交響樂團應布魯賽爾「克拉拉國際音樂節」（Klarafestival）邀請，前往王家美術宮（BOZAR）演奏，而國家交響樂團也是亞洲唯一獲邀的交響樂團。
2018年3月7日，比利時首都布魯塞爾的知名景點「尿尿小童」（荷蘭語：Manneken Pis），首次換裝穿上台灣客家傳統服飾（深藍大襟衫、大襠褲）。贈衣儀式在布魯塞爾市政廳舉行，由駐歐盟兼駐比利時代表處代表曾厚仁將為「尿尿小童」量身訂做的客家傳統服飾贈予布魯塞爾市政府。在場觀禮的有布魯塞爾文化局長范登比尔克（Anne Vandenbulcke）、市議員法西-菲里（Hamza Fassi-Fihri）及「尿尿小童」之友會代表等人。

### 人物
閔子雍（Hugues Mignot）於1986－2006年擔任比利時台北辦事處長，2006年獲頒中華民國大綬景星勳章並成為台灣女婿。2009年盧森堡台北辦事處設立後，由閔子雍擔任首任處長，至2016年卸任選擇長住台灣，2019年12月归化中華民國國籍。2022年4月28日在台北逝世，享壽80歲。

## 司法

### 犯罪事件
2005年2月16日，比利時派出4名司法人員前往中華民國法務部提供涉及約6,300萬歐元跨國詐騙案的證據並取得台商嫌犯證詞。其嫌犯與比利時稅務律師向比利時投資人宣稱要投資台灣優良上市公司藉此詐騙，受害人多是比利時人，並沒有台灣民眾受騙。
兩國實施度假打工簽證後，台灣青年多次受到比利時的租屋詐騙。

## 協定
| 日期           | 簽署 | 備註     |
| -------------- | --- | -------- |
| 1928年11月22日 | 《中比友好通商條約》 |          |
| 1929年8月31日  | 《中比間關於比國交還天津比國租界協定》 |          |
| 1934年4月10日  | 《中比外交官自用物品及領事官公用品相互免稅辦法換文》 |          |
| 1943年10月20日 | 《中比為廢除在中國治外法權及處理有關事件條約》 |          |
| 1970年10月23日 | 《中華民國政府與比利時王國政府關於「中比經濟混合委員會」換文》 |          |
| 1985年5月7日   | 《中華民國國家科學委員會與比利時王國國家科學基金會間科學技術合作協定》 | [ 註 5 ] |
| 1986年9月18日  | 《行政院原子能委員會與比利時核能股份有限公司間放射性物料處理協定》 |          |
| 1993年9月23日  | 《台北投資業務處與佛拉蒙區投資處間協定》 《台北投資業務處與瓦隆區外人投資處間協定》 《台北投資業務處與布魯塞爾首都區經濟及就業行政部間協定》 |          |
| 1996年11月29日 | 《商品檢驗局與比利時AVI實驗室間有關品質系統評鑑與驗證瞭解備忘錄第一次修定書》 |          |
| 2003年         | 《中華民國對外貿易發展協會與比利時各區政府外貿投資局合作協議》 |          |
| 2004年10月13日 | 《臺比避免所得稅雙重課稅及防杜逃漏稅協定》 |          |
| 2009年6月24日  | 《臺比監理合作暨資訊互享換函》 |          |
| 2010年         | 《中華民國國家科學委員會與比利時跨校微電子研究中心科技合作備忘錄》 |          |
| 2012年         | 《中華民國國際經濟合作協會與比利時法蘭德斯外貿投資局合作備忘錄》 |          |
| 2013年         | 《中華民國國際經濟合作協會與比利時瓦隆出口暨外國投資局合作備忘錄》 《國立臺灣大學與荷語天主教魯汶大學學術合作協議》 《國立交通大學與法語布魯塞爾自由大學理學院學術合作協議》 《國立交通大學與荷語天主教魯汶大學學術合作協議》 《淡江大學與法語天主教魯汶大學學術合作協議》 《高雄市私立中山高級工商職業學校與那慕爾省立餐飲學校姊妹校協議》 | [ 28 ]   |
| 2013年2月27日  | 《臺比度假打工協定》 |          |
| 2013年5月      | 《臺比文官訓練合作計畫書》 | [ 28 ]   |
| 2013年10月18日 | 《臺比食品安全合作瞭解備忘錄》 |          |
| 2014年         | 《中華民國教育部與比利時荷語區教育培訓部教育合作備忘錄》 | [ 11 ]   |
| 2014年11月     | 《國家文官學院與比利時聯邦行政訓練學院合作備忘錄》 | [ 11 ]   |
| 2016年         | 《國立成功大學與荷語天主教魯汶大學編列種子基金運作科研合作備忘錄》 | [ 47 ]   |
| 2016年3月      | 《中華民國教育部與荷語天主教魯汶大學臺灣研究講座計畫備忘錄》 | [ 47 ]   |
| 2016年5月      | 《國立中山大學社會科學院與荷語天主教魯汶大學社會科學院博士雙聯學位協議》 | [ 47 ]   |
| 2016年6月      | 《國立交通大學與荷語天主教魯汶大學聯合博士課程協議》 | [ 47 ]   |
| 2016年8月      | 《中華民國教育部與荷語天主教魯汶大學「臺灣荷語魯汶大學獎學金」備忘錄》 《國立成功大學與荷語天主教魯汶大學學術合作協議》 | [ 47 ]   |
| 2016年12月     | 《中華民國教育部與根特大學臺灣研究講座計畫備忘錄》 | [ 47 ]   |
| 2016年11月18日 | 《臺比相互承認電子原產地證明書瞭解備忘錄》 |          |
| 2017年12月     | 《國立中山大學社會科學院與荷語天主教魯汶大學社會科學院合作協議》 | [ 44 ]   |
| 2022年1月19日  | 《臺比佛拉蒙區政府合作架構備忘錄》 | [ 69 ]   |

## 簽證

持中華民國護照的中華民國國民簽證要求分布圖：入境比利時可以「申根區免簽證」。

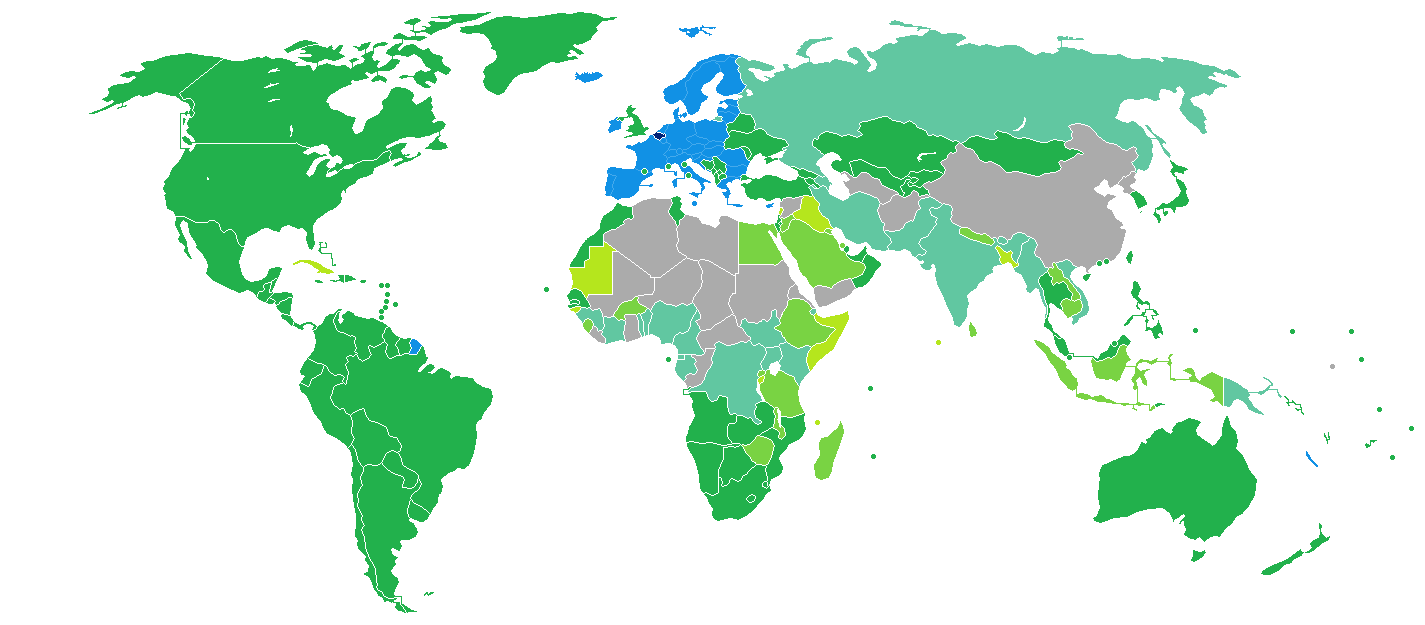
持歐盟的比利時護照之比利時國民簽證要求分布圖：入境中華民國可以免簽證。

歐洲申根區給予持有載明身分證字號的中華民國護照之中華民國國民可以申根區免簽證入境，停留日數與申根區合併計算，每6個月期間內總計可停留90天。經比利時轉機至申根區亦可免簽證。
比利時國民持有歐盟護照者也可以免簽證的方式入境中華民國，停留最多90天。
此外，兩國每年皆提供特定名額的18－30歲青年為期1年的度假打工簽證（皆必須未曾取得此種簽證）。

## 交通

### 航空

#### 客運
兩國無直航班機，可經由（不計航點遠近，截至2023年7月4日）：
- 台北→北京-首都、深圳、東京-成田、杜拜、伊斯坦堡、倫敦、巴黎、羅馬、米蘭、慕尼黑、法蘭克福、阿姆斯特丹、維也納、布拉格（2023年7月18日開航臺北）、紐約、芝加哥、多倫多（2023年8月1日復航比利時），再轉機前往比利時的國際機場（英语：List of airports in Belgium）。
- 台中→深圳[註 6]、東京-成田→比利時。
- 高雄→北京-首都、深圳、東京-成田→比利時。

### 駕車
持有中華民國汽車駕駛執照並配合中華民國國際駕駛執照，可在比利時短期駕車。

## 外部連結
| - 中華民國外交部－比利時王國簡介 （页面存档备份，存于） - 駐歐盟兼駐比利時代表處（Facebook、Twitter、科技組） - 外交部領事事務局－國外旅遊警示分級表 - 中華民國衛生福利部－國際旅遊疫情建議等級 - 中華民國國際經濟合作協會 （页面存档备份，存于） - 臺灣聯合銀行 | - 比利時台北辦事處（Facebook） |